# Крейган, Эндрю
Эндрю Крейган (англ. Andrew Craighan; род. 18 июля 1970 года) — британский музыкант, гитарист дум-метал группы My Dying Bride. Наряду с Аароном Стейнторпом, является первоначальным членом группы с момента её основания. С 1989 по 1990 год он играл на гитаре в группе Abiosis.
На официальном сайте My Dying Bride упоминается, что его любимым альбомом My Dying Bride является альбом The Light at the End of the World, вышедший в 1999 году.